# Ореопітек
Ореопіте́к (Oreopithecus bambolii), називають також болотяною мавпою (англ. Swamp Ape) — викопний вид приматів епохи міоцену, рештки яких були знайдені в Італії, в Тоскані і на Сардинії, а також у Східній Африці. Тільки в Італії знайдені кістки близько 50 особин, що дозволило добре вивчити цей вид.

## Етимологія
Найменування Oreopithecus походить від грецьких слів «oros» і «pithekos», що означає, мавпа пагорбів.

## Еволюційна історія
Ореопітек еволюціонував на ізольованих островах Середземного моря не менше двох мільйонів років тому (Тоскана в міоцені також була островом). Похолодання близько 9 млн років тому призвело до перетворення тропічних островів в область з помірним кліматом і відповідними змінам фауни. Тим не менше, мавпи вижили, оскільки на островах не було хижаків і інших ворогів. Пізніше, ймовірно, в льодовиковий період, коли рівень моря знизився, острови з'єдналися з материком. В результаті мавпи зіткнулися з хижаками, які їм раніше не зустрічалися. Незабаром після цього примати тут зникли.

## Таксономічна класифікація
З приводу можливості прямоходіння Ореопітека єдиної думки немає. Зокрема, його ступні були схожі на пташині й анатомічно відрізнялися від будови ніг попередників людини. Великий палець ніг стояв до решти під прямим кутом, а інші були істотно коротші та сильніші, ніж у сучасних мавп. Хода, ймовірно, була човгаючою.
Унікальна будова кінцівок не дозволяє зв'язати цей вид з іншими видами мавп, хоча деякі автори вважають його спорідненим з дріопітеком. Більшість вважає його тупиковою гілкою еволюції, в якій прямоходіння розвивалося незалежно від предків людини й іншим способом. У який момент ореопітек відокремився від інших мавп — також не ясно. Одні вважають, що Ореопітек — це примітивна вузьконоса мавпа, що виділилася незабаром після поділу на вузьконосих і широконосих. Інші відносять Ореопітека до гомінідів і вважають, що вони відокремилися від загального дерева гомінід, або незадовго до відокремлення орангутангів, або трохи пізніше.

## Фізичні характеристики
Дослідження скелета показують, що Ореопітеки за розмірами й рухливістю були схожі на сучасних мавп. Будова черепа дозволяло їм ефективно обертати головою в сагітальній площині. Важили ці мавпи близько 30—35 кг. Обличчя було порівняно коротким з високим носом, мозок маленький, округлий, кістки особи витончені. Будова зубів характерна для тварин, що харчуються листям. Нижня частина обличчя масивна, жувальний апарат дуже потужний, хоча зуби порівняно дрібні. Ікла не виступають, що багато авторів вважають ознакою відсутності внутрішньовидової конкуренції й статевого диморфізму.
Передбачається, що тварина була пристосована до життя в заростях болотяної тростини, а не в савані або в лісах. Вона могла ходити на двох ногах і висіти на гілках, а також дертися на дерева і розгойдуватися на гілках. Будова вестибулярного апарату дозволяла легко підтримувати баланс і відчувати незначні коливання тіла.